# Юзя
Юзя — река в России, протекает по территории Курганской и Тюменской областей. Устье реки находится в 104 км по правому берегу реки Исети. Длина реки составляет 38 км.
Система водного объекта: Исеть → Тобол → Иртыш → Обь → Карское море.

## Данные водного реестра
По данным государственного водного реестра России относится к Иртышскому бассейновому округу, водохозяйственный участок реки — Исеть от впадения реки Теча и до устья, без реки Миасс, речной подбассейн реки — Тобол. Речной бассейн реки — Иртыш.
Код объекта в государственном водном реестре — 14010501112111200004016.